# Bikenibeu Paeniu

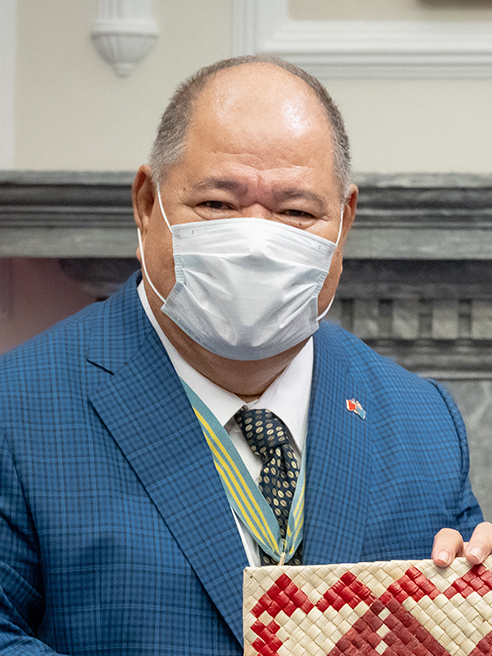
Bikenibeu Paeniu in 2022

Bikenibeu Paeniu (Bikenibeu, Tarawa, in de voormalige Gilberteilanden, 10 mei, 1956) is een politicus van het Pacifische eilandenstaatje Tuvalu. Hij is twee keer regeringsleider van Tuvalu geweest.

## Loopbaan
Paeniu maakte zijn entree in de Tuvaluaanse politiek in 1989, toen hij gekozen werd voor het parlement van Tuvalu. Later in dat jaar daagde hij bij de nieuwe verkiezingen toenmalig minister-president van Tuvalu, predikant Tomasi Puapua uit. Uiteindelijk won Paeniu en werd vervolgens beëdigd als eerste minister. Bij de verkiezingen van 1993 werd hij, met een miniem verschil, verslagen door Kamuta Latasi.

## Tweede termijn
Toch werd, bij de verkiezingen van 1996, Paeniu door de Tuvaluanen verkozen boven Latasi. Tijdens deze tweede termijn was een belangrijk onderwerp van discussie in Tuvalu het ontwerp van de nationale vlag. Uiteindelijk liet Paeniu een nieuw, al eerder gebruikt ontwerp uitvoeren, gebaseerd op de Union Jack.

## Motie van wantrouwen jegens Paeniu
Op 13 april 1999 werd zijn tweede termijn beëindigd, na een motie van wantrouwen jegens Paeniu. Toch hield Paeniu kantoor tot 26 april, toen Ionatana Ionatana als nieuwe regeringsleider werd beëdigd.
Paeniu is de enige Tuvaluaan die meer dan één keer werd gekozen als eerste minister.
Toaripi Lauti · Tomasi Puapua · Bikenibeu Paeniu · Kamuta Latasi · Ionatana Ionatana · Lagitupu Tuilimu · Faimalaga Luka · Koloa Talake · Saufatu Sopoanga · Maatia Toafa · Apisai Ielemia · Maatia Toafa · Willy Telavi · Enele Sopoaga · Kausea Natano · Feleti Teo